# Jacana sud-americana
La jacana sud-americana (Jacana jacana) és un ocell aquàtic de la família dels jacànids (Jacanidae) adaptat, com la resta de les espècies de la família, a caminar per sobre de la vegetació flotant.

## Hàbitat i distribució
Habita en estanys, rius tranquils i aiguamolls d'Amèrica del Sud, des de Panamà, Colòmbia, Veneçuela, Trinidad i Guaiana, cap a sud, a través del Brasil fins al nord de l'Argentina. Per l'oest dels Andes arriba fins a Perú.